# Jan de Quay
Jan Eduard de Quay (26. srpna 1901 – 4. července 1985) byl nizozemský pravicový politik, představitel dnes již zaniklé Katolické lidové strany (Katholieke Volkspartij). V letech 1959–1963 byl premiérem Nizozemska. V letech 1966–1967 byl nizozemským ministrem dopravy (ve vládě Jelle Zijlstry) a v roce 1945 krátce ministrem války.